# Aquí estoy yo (canción de Luis Fonsi)
«Aquí estoy yo» es el título del segundo sencillo de Palabras del silencio (2008), el disco más exitoso del cantautor puertorriqueño-estadounidense Luis Fonsi hasta el momento. Apareció la actriz mexicana Ludwika Paleta]. Fue publicado por la empresa discográfica Universal Music Latino el 12 de enero de 2009, fue uno de los sencillos más exitosos de su carrera y está interpretado en compañía de los compositores y cantantes David Bisbal, Aleks Syntek y Noel Schajris. La canción escrita por el propio artista, coescrita por Gen Reuben y la cantautora argentina Claudia Brant y producida por Sebastián Krys, había permanecido por más de 30 semanas en el Latin Pop Songs de Billboard.
También contó con una versión remezclada con el cantante de reggaetón Yomo y una nueva versión de esta canción para la obra teatral chilena Aladino, el musical interpretado por los chilenos Nicolás Poblete y D-Niss.

## Posicionamiento
| Listas (2009)                    | Posiciones |
| -------------------------------- | ---------- |
| U.S. Billboard Hot Latin Songs   | 1          |
| U.S. Billboard Latin Pop Airplay | 1          |

## Cronología
| Predecesor: El amor de Tito "El Bambino" | U.S. Billboard Hot Latin Songs - Sencillo N°. 1 13 de junio de 2009 - 26 de junio de 2009 | Sucesor: Causa y efecto de Paulina Rubio |

| Predecesor: No me doy por vencido de Luis Fonsi | U.S. Billboard Latin Pop Airplay — Sencillo N°. 1 (Primera vuelta) 21 de marzo de 2009 - 27 de marzo de 2009 | Sucesor: No me doy por vencido de Luis Fonsi |
| Predecesor: No me doy por vencido de Luis Fonsi | U.S. Billboard Latin Pop Airplay — Sencillo N°. 1 (Segunda vuelta) 11 de abril de 2009 - 24 de abril de 2009 | Sucesor: Tú no eres para mí de Fanny Lu      |
| Predecesor: Qué te quería de La 5°. Estación    | U.S. Billboard Latin Pop Airplay — Sencillo N°. 1 (Tercera vuelta) 6 de junio de 2009 - 26 de junio de 2009  | Sucesor: Causa y efecto de Paulina Rubio     |